# Conde das sagradas liberalidades

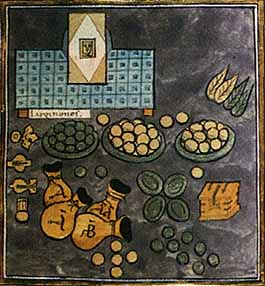
As insígnias do conde dos tesouros sagrados na Notitia Dignitatum: sacos de dinheiro e peças de ouro significando seu controle sobre minas e casas da moeda, e do codicilo de sua nomeação em um suporte.

Conde das sagradas liberalidades (em grego: κόμης τῶν θείων θησαυρῶν; romaniz.: kómi̱s tó̱n theío̱n thi̱sav̱ró̱n; em latim: Comes sacrarum largitionum) era um dos oficiais fiscais seniores do Império Romano Tardio e início do Império Bizantino. Embora seja primeiro atestado em 342/345, sua criação deve datar de cerca de 318, sob o imperador Constantino, o Grande (r. 306–337). Era o sucessor do racional (rationalis) do principado, e supervisionava os setores financeiros que foram deixados fora do alcance dos prefeitos pretorianos: a tributação de senadores, o imposto crisárgiro, direitos aduaneiros, minas, casas da moeda, engenhos e fábricas têxteis estatais. Inicialmente, o conde também controlava os domínios privados do imperador, mas estes foram transferidos para o conde da fortuna privada (comes rerum privatarum) no final do século IV. Ele também exerceu algumas funções judiciais relacionadas à tributação.
O conde gradualmente declinou em importância após o final do século V, especialmente após o imperador Anastácio I Dicoro (r. 495–518) abolir o odiado crisárgiro. Ele permaneceu, no entanto, um dos principais ministros fiscais, controlando uma série de agentes (scrinia) com uma extensa equipe nas províncias. O último conde é mencionado sob o imperador Focas (r. 602–610). Ele foi sucedido pelo sacelário e o logóteta geral, que continuaram os principais ministros fiscais no período bizantino médio (séculos VII-XI).